# 데이터 분산 서비스
데이터 분산 서비스(Data Distribution Service, DDS)는 실시간 시스템의 실시간성(real-time), 규모가변성(scalable), 안전성 (dependable), 고성능 (high performance)를 가능하게 하는 Object Management Group(OMG) 표준 출판/구독 (Publish/Subscribe) 네트워크 커뮤니케이션 미들웨어이다. 분산 환경을 위한 데이터 중심의 출판/구독 프로그래밍 모델에 대한 표준화의 필요성에 의해 만들어졌다. 2개의 메이저 벤더인 미국의 Real-Time Innovations (RTI)와 프랑스의 Thales Group이 OMG에 의해 승인된 DDS 규격을 만들기 위해 협력한 2004년까지 독점적 DDS 솔루션만 사용 가능했다. DDS는 금융거래, 항공 교통관제, 스마트 그리드 관리, 산업자동화 시스템등의 mission critical 애플리케이션을 위해 디자인되었다. 과거에는 국방, 항공 우주산업에 제한적으로 사용되었지만, 현재는 다양한 분야의 지능화 시스템 (Intelligent System)에 사용되는 사례가 늘어나고 있다.

## 버전 역사
- DDS 1.3 - 작업 중인 버전, OMG 회원만 가능.
- DDS 1.2 - 2007.01.01
- DDS 1.1 - 2005.12.04
- DDS 1.0 - 2003.06.01

DDS의 표준 스펙은 2단계의 인터페이스로 구성된다:
- 낮은 레벨의 DCPS(Data-Centric Publish-Subscribe) 레벨은 적절한 정보를 적절한 수령인에게 효율적으로 전달하도록 하는데 그 방향을 두고 있다.
- 높은 레벨의 DLRL(Data Local Reconstruction Layer) 레벨은 애플리케이션에서 DDS를 쉽게 통합 할 수 있도록한다. DLRL레벨의 구현은 선택적이다.

## 구조

### DDS 엔트리
DomainParticipantFactory
DDS의 진입점인 싱글턴(Singleton) 팩토리
DomainParticipant
특정 도메인 내에서 통신을 위한 진입점. 하나의 도메인에 애플리케이션의 참가자를 표현한다. 또한 DDS 출판(Publish), 구독(Subscribe), 토픽(Topic), 멀티토픽(Multi-Topic), 콘텐트필터드토픽(ContentFilteredTopics)의 생성에 대한 팩토리로서 동작한다.
TopicDescription
토픽, 콘텐트필터드토픽, 멀티토픽을 위한 추상화된 기본 클래스
Topic
TopicDescription의 분화한 형태로, 대부분의 데이터의 기본 디스크립션이며, 출판되거나 구독된다.
ContentFilterdTopic
Topic과 같은 TopicDescription의 분화된 형태로 콘텐츠-기반의 구독을 허용한다.
MultiTopic
Topic과 같은 TopicDescription의 분화된 형태로, 여러개의 토픽들로부터 데이터의 결합/필터/재배치를 허용한다.
Publisher
출판자(Publisher)는 객체로, 실제로 데이터의 보급을 책임진다.
DataWriter
애플리케이션이 주어진 토픽 하에서 출판되기 위해 데이터 값을 설정한다.
Subscriber
구독자(Subscriber)는 객체로 구독물로부터 데이터 결과를 실제로 받는 것을 책임진다.
DataReader
애플리케이션이 받기를 원하는 데이터가 있음을 알리면(토픽, 콘텐트 필터드 토픽 또는 멀티토픽을 이용한 서브스크립션이 만들어진) 허용하고, 덧붙여진 구독자에 의해 받은 데이터를 액세스할 수 있다.

### DDS 모델
DDS는 복잡한 네트워크 프로그래밍을 단순화하는 네트워크 미들웨어이다. 노드에 걸쳐 데이터, 이벤트, 그리고 명령어를 주고 받기 위해 출판-구독 모델을 구현했다.
정보를 생성하는 노드(출판자들)는 "토픽"을(예: 기온, 장소, 압력) 생성하고, 데이터 샘플을 출판한다. DDS는 샘플을 해당 토픽에 관심있어하는 모든 구독자들에게 배달한다
DDS는 모든 전송에 대한 것들을 다룬다.: 메시지 어드레싱, 데이터 마샬링 & 디마샬링(그래서 구독자가 출판자와 다른 플랫폼 하에 있을 수 있다.), 배달, 흐름제어, 재시도, 기타. 어떤 노드도 출판, 구독, 양쪽 모두를 동시에 할 수 있다.
DDS 출판-구독 모델은 분산 애플리케이션에서의 복잡한 네트워크 프로그래밍을 가상적으로 제거한다.
DDS는 기본적인 출판-구독 모델 이상의 메커니즘을 지원한다. 통신으로 DDS를 이용하는 애플리케이션이 갖는 주요한 이득은 완전히 분리된다는 점이다. 상호간의 응답을 다루기 위해서 아주 적은 설계시간이 소요된다.
특히, 애플리케이션들은 위치나 존재를 포함한 참가하는 다른 애플리케이션들에 대한 정보를 필요로 하지 않는다. DDS는 사용자 애플리케이션들로부터의 어떤 간섭 요구없이, 다음 내용을 포함한 모든 메시지 전송에 대한 것을 자동적으로 다룬다.
- 메시지를 누가 받을 것인지 결정하는 것
- 구독자가 어디 위치해 있는지
- 메시지를 전달할 수 없을 경우 어떻게 되는지

DDS는 사용자가 Quality of Service(QoS) 파라미터를 자동-발견 메커니즘을 설정하기위한 방법으로써 명기하는 것을 허용하고 메시지를 보내거나 받을 때 사용되는 행동을 명기한다. 메커니즘은 선행으로 설정되고, 유저 파트에서 더 이상의 노력을 필요로 하진 않는다. 완전한 익명으로 메시지를 교환함으로써 DDS는 분산된 애플리케이션 설계를 단순화하고 모듈러형태의-잘 구조화된 프로그램을 장려한다.DDS는 또한 만약 첫 번째가 실패가 되면 핫-스왑 리던던트 출판을 자동적으로 다룬다. 구독자는 항상 유효한 데이터에 높은 우선순위를 둔 샘플을 취한다. 역시 첫 번째가 복원되었을 때 자동적으로 돌아올 수도 있다. DDS는 Ada, C, C++, C# 그리고 Java API를 포함한 언어로 사용할 수 있다.

## 같이 보기
- 미들웨어